# Moschopótamos
Moschopótamos är en ort i Grekland.   Den ligger i prefekturen Nomós Pierías och regionen Mellersta Makedonien, i den norra delen av landet, 290 km norr om huvudstaden Aten. Moschopótamos ligger 460 meter över havet och antalet invånare är 823.
Terrängen runt Moschopótamos är varierad, och sluttar österut. Runt Moschopótamos är det ganska glesbefolkat, med 32 invånare per kvadratkilometer. Närmaste större samhälle är Kateríni, 17,8 km öster om Moschopótamos. Trakten runt Moschopótamos består till största delen av jordbruksmark.